# Espaubourg
Espaubourg is een gemeente in het Franse departement Oise (regio Hauts-de-France) en telt 376 inwoners (1999). De plaats maakt deel uit van het arrondissement Beauvais.

## Geografie
De oppervlakte van Espaubourg bedraagt 6,0 km², de bevolkingsdichtheid is 62,7 inwoners per km².
De onderstaande kaart toont de ligging van Espaubourg met de belangrijkste infrastructuur en aangrenzende gemeenten.

## Demografie
Onderstaande figuur toont het verloop van het inwonertal (bron: INSEE-tellingen).